# Krone Friedrichs I.

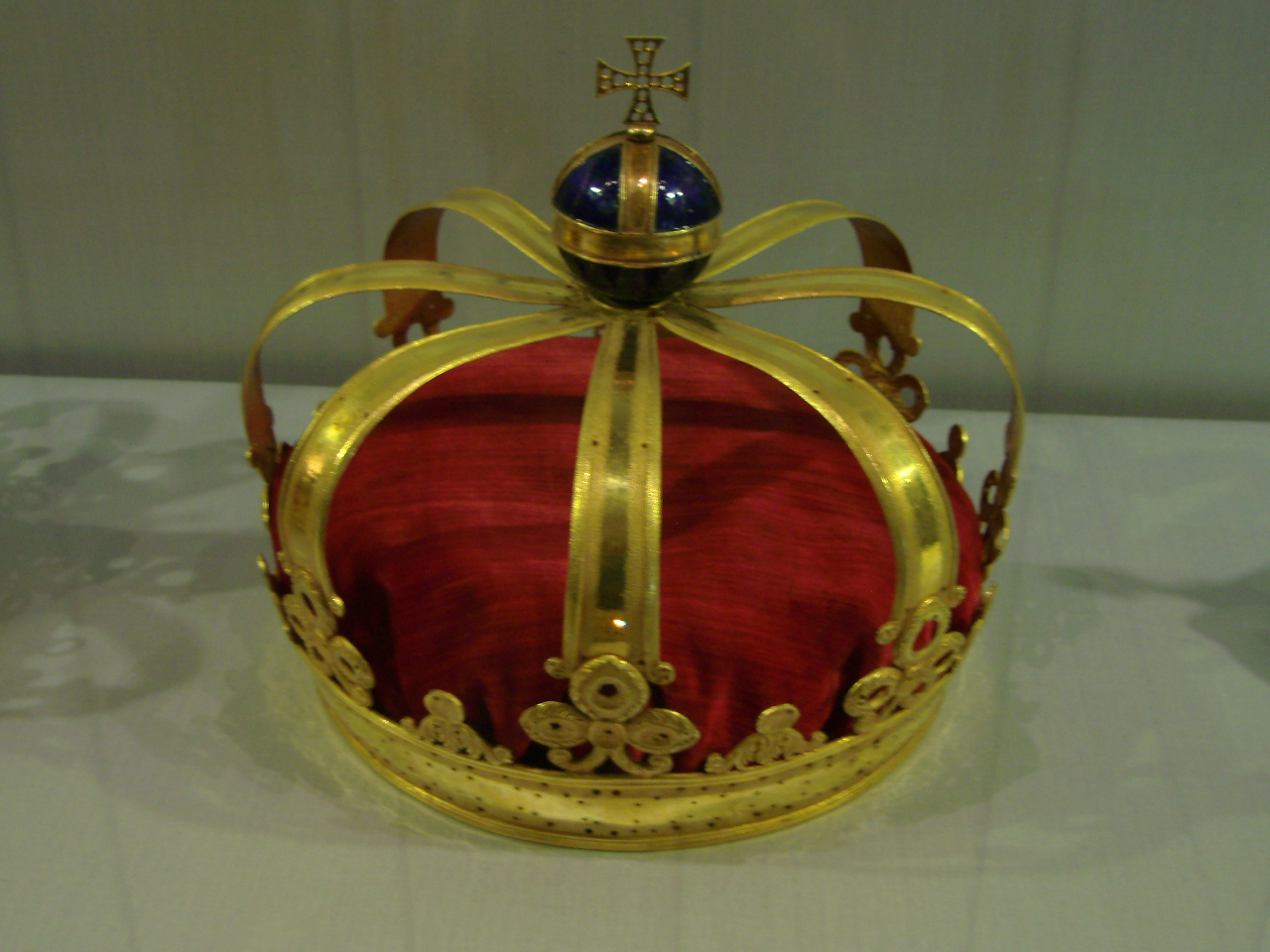
Krone Friedrichs I. von Hohenzollern

Die Krone Friedrichs I. ist eine preußische Krone.

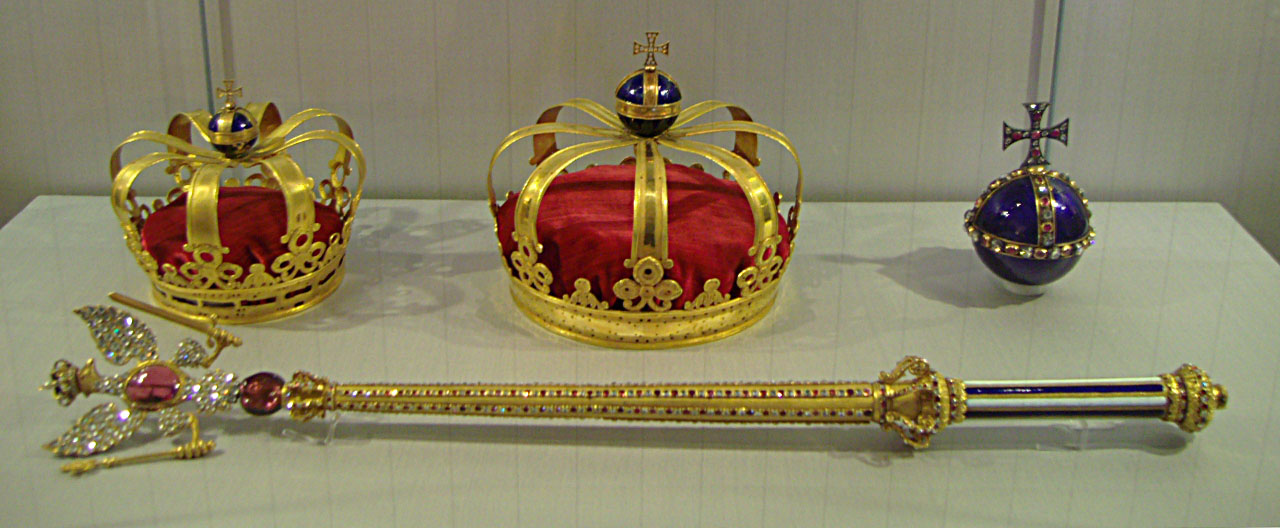
Preußische Kronjuwelen.

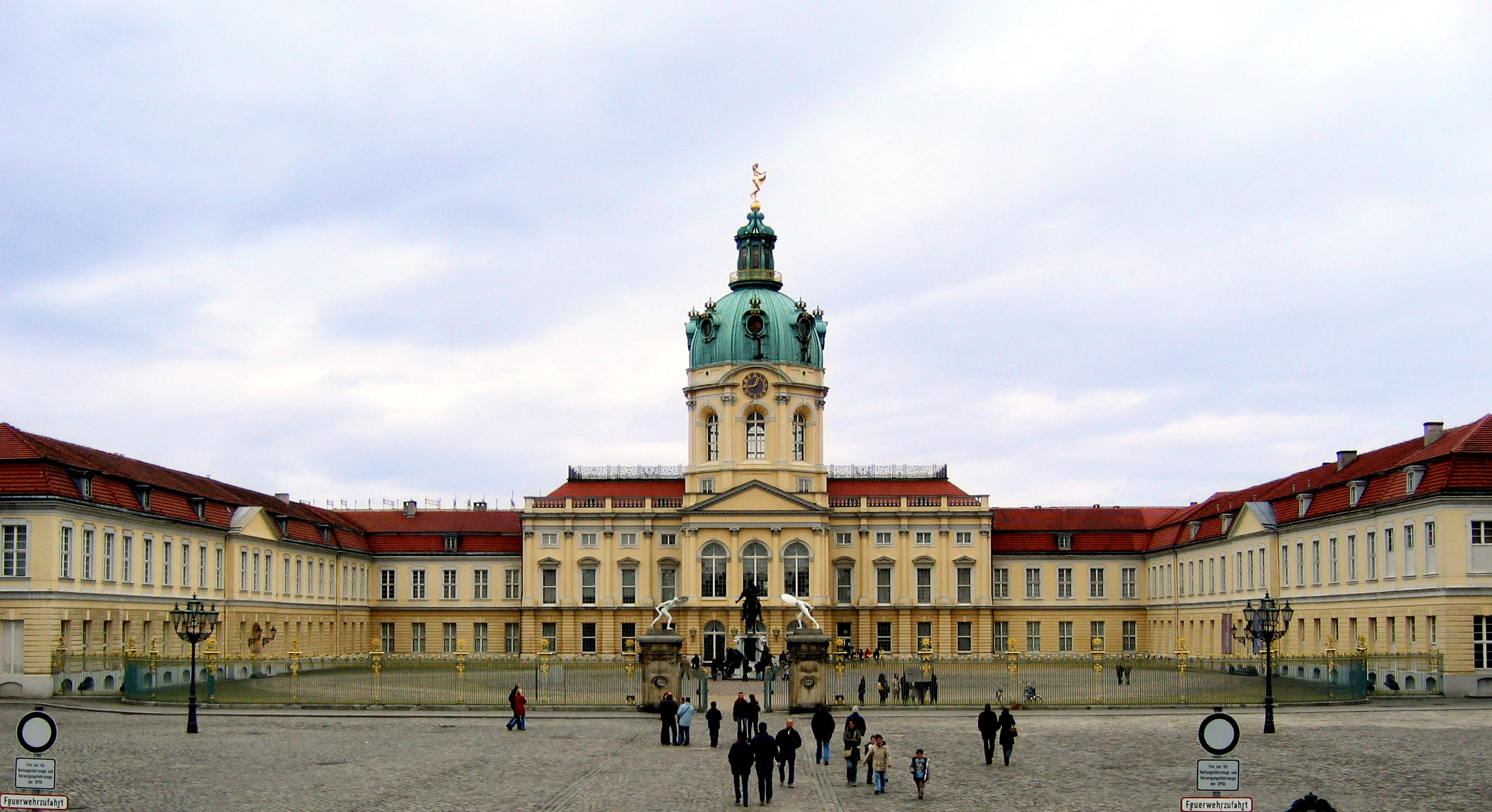
Schloss Charlottenburg, gegenwärtiger Aufbewahrungsort der Krone

Hergestellt wurde die Krone im Jahre 1701 für die Königskrönung von Friedrich I. von Preußen in Königsberg. 
Die Krönung fand am 18. Januar 1701 in Form einer Selbstkrönung in Königsberg statt. Durch die Rangerhöhung gelang es dem bisherigen Kurfürsten von Brandenburg und seinen Nachfolgern, die weit verstreuten hohenzollerschen Territorien zu einen und einer drohenden Auflösung oder Teilungen des bis dahin in Personalunion regierten Brandenburg-Preußens vorzubeugen. Der Königstitel war allerdings auf das nun zum Königreich erhobene Herzogtum Preußen beschränkt, das außerhalb des Heiligen Römischen Reiches lag. Der Krönung im Jahre 1701 selbst gingen schwierige und hartnäckige diplomatische Bemühungen Friedrichs voraus, um die Rangerhöhung gegenüber dem Kaiser Leopold I. im Reich und international durchzusetzen. Nur einmal trug ein weiterer König diese Krone auf seinem Haupt, nämlich bei der Selbstkrönung Wilhelms I. am 18. Oktober 1861 in Königsberg.
Die Krone besitzt praktisch keinen Juwelenschmuck mehr, denn die Juwelen wurden nur zu besonderen Anlässen angebracht, damit man sie zu anderen Zeiten anderswo verwenden konnte. Teile der Juwelen fanden dann später in der Krone Wilhelms II. Verwendung. Johann von Besser beschrieb die Krone um 1712 folgendermaßen:
„Die Krone war gleich dem Zepter von purem Golde / aber nicht / wie gewöhnlich / mit Laub=Wercke; sondern von lauter dicht aneinander gefügten Diamanten: Die auf den geschlossenen Bügeln und dem gantzen Umbkreise / wie aus einem Stück zusammen gegossen / und nicht anders / dann durch den Unterscheid ihrer Größe getheilet zu seyn schienen; da einige zu achtzig / neuntzig und hundert Grain / ja einige Brillanten gar zu hundert und dreyßig / an Gewicht hielten / und folgends auch mit unterschiedenem Feuer in das Gesichte fielen.“
Die Krone wird gegenwärtig in Berlin im Schloss Charlottenburg aufbewahrt.